# Qabel
Qabel war eine Software-Plattform zur Ende-zu-Ende-Verschlüsselung für eine Vielzahl von Anwendungen wie gemeinsam benutzte Kalender, E-Mail-Dienste oder soziale Netzwerke.

## Hintergrund
Nachdem Edward Snowden 2013 Details zur weltweiten online-Überwachung durch die US-amerikanischen Geheimdienste publik gemacht hatte, nahm das Interesse an Verfahren zur Ende-zu-Ende-Verschlüsselung stark zu, da jede andere Verschlüsselungsform als unsicher gelten muss. Allerdings erfordert die Anwendung einer Ende-zu-Ende-Verschlüsselung viel Sachverstand und ist nicht trivial aufgrund einer stetig wachsenden Anzahl von Protokollen und Anwendungen mit jeweils eigenen Verschlüsselungsverfahren.
Viele seither bekannt gewordenen Vorschläge konzentrieren sich auf Teilprobleme in Form einzelner Anwendungen, die weiterhin Metadaten versenden oder keine Nachprüfbarkeit des Quelltextes ermöglichen. Daher wurde Qabel als Plattform für vielfältige Anwendungen und Protokolle entworfen. Im Unterschied zu vielen anderen Verschlüsselungsanwendungen ist die Minimierung ausgetauschter Metadaten ein Qabel-Entwurfsziel. Der Datenaustausch mit anderen Rechnern erfolgt hierbei an sich verschlüsselt. Kann Qabel beispielsweise eine E-Mail nicht verschlüsseln, erfragt eine Dialogbox, ob stattdessen mit PGP verschlüsselt werden soll. Misslingt das, wird die E-Mail unverschlüsselt verschickt.
Im Jahr 2019 gab es ein Insolvenzverfahren für die Qabel GmbH. Das Unternehmen konnte seine finanziellen Verpflichtungen nicht erfüllen und seine Gläubiger bedienen.

## Wortherkunft
- Wie ein Kabel soll Qabel Daten nur dahin leiten, wo sie hingehören und nicht an andere Orte.
- „Qabel“ ist das maltesische Wort für „bevor“. Die Verschlüsselung erfolgt vor dem Hochladen.
- Der Hersteller gibt an, in Klingonisch stehe „qab 'Ij“ für „schlecht abhörbar“.[1] Grammatikalisch ist dies nicht ganz korrekt und sagt eher das Gegenteil: „Es ist böse und hört zu“.

## Architektur
Die Qabel-Architektur beruht auf einem Client-Server-Modell.

### Client
Der Qabel Client enthält die Bedienoberfläche (GUI) und eine Brückenkopf-Bibliothek. Diese Bibliothek ver- und entschlüsselt Daten, die mittels verschiedener Standardprotokolle (z. B. IMAP) den Computer verlassen oder ihn erreichen.

### Storage Server
Vom Client gelangen die verschlüsselten Daten an einen Storage Server, der sich nicht in Deutschland befinden muss. Für diesen erhalten Nutzer portionierte Datenbereiche (Quotas). Das Schreiben der (verschlüsselten) Daten, nicht aber deren Auslesen, erfordert eine Authentifikation. Somit erhalten für diesen Server nicht nur Ermittlungsbehörden den in der BRD gemäß § 110 des Telekommunikationsgesetzes gesetzlich vorgeschriebenen Zugang, sondern alle Interessenten. Im Unterschied zu Software-Produkten, die keine Ende-zu-Ende-Verschlüsselung erfordern (wie z. B. De-Mail), sind die hierdurch erhältlichen Daten ausnahmslos verschlüsselt und damit nutzlos.

### Drop Server
Jeglicher Nachrichtenaustausch unter Qabel bedient sich eines Drop Servers. Auf diesem werden Nachrichten asymmetrisch verschlüsselt, gespeichert und verschlüsselt zum Qabel-Client kopiert, um dort entschlüsselt zu werden. Ein Qabel-Client kann beliebig viele Drop-Server belauschen – aber nur für ihn bestimmte Nachrichten entschlüsseln.

## Einsatzbedingungen
Qabel sollte veröffentlicht werden unter Windows, unter macOS, Windows Phone, Android (vorzugsweise CyanogenMod), Firefox OS, Ubuntu for Phones und Linux, aber auf Grund restriktiver AGB-Klauseln ausdrücklich nicht unter iOS (iPhone/iPad/iPod), da dieses von Qabel als nicht genügend vertrauenswürdig erachtet wird.

## Verschlüsselungsalgorithmen
Für größere Datenmengen nutzt Qabel symmetrische Kryptografie mit AES-256-GCM. Analog zu anderen Verfahren wie etwa PGP/GPG oder TLS sind nur Session Keys asymmetrisch verschlüsselt (siehe auch hybride Verschlüsselung).

## Geschäftsmodell
Die Anschubfinanzierung erfolgt durch eine Crowdfunding-Kampagne mit dem Webportal Indiegogo, welche bis zum Ende der Kampagne (30. Juli, 2014) knapp die Hälfte der erhofften Mittel (Eur 19.072.- von Eur 40.000.-) erreichte. Die unentgeltlich verfügbare Version ist nichtkommerziell anwendbar. Die kommerzielle Qabel-Nutzung erfordert die Genehmigung und finanzielle Beteiligung der Qabel GmbH.
Das Patent wurde treuhänderisch auf den Anwalt Meinhard Starostik übertragen.

## Gesellschafter der Qabel GmbH
- praemandatum GmbH 21 %
- Peter Leppelt 7,5 %
- Benjamin Schütze 7,5 %
- Christian Zuckschwerdt 6 %
- hannover innovations fonds GmbH 0,5 %
- prioeins management consultants GmbH 7,5 %
- Kirsten Ackermann-Piëch 12,5 %
- Peter Ackermann 12,5 %
- Hannover Beteiligungsfonds GmbH 25 %

## QaPL-Lizenz
Die Nutzung der Qabel-Bibliothek erfordert die Anerkennung der Bestimmungen der QaPL-Lizenz. Die QaPL-Lizenz ähnelt freien Lizenzen. Sie verbietet aber im Abschnitt „Restriktionen“:
- die nicht von der Qabel GmbH genehmigte kommerzielle Verwertung der Qabel-Plattform,
- die Verlinkung kommerziell verwerteter Anwendungen mit jeder Software unter der QaPL-Lizenz,
- die Nutzung von Software unter der QaPL-Lizenz für militärische oder geheimdienstliche Zwecke.

Es handelt sich somit nicht um freie Software.

## Rezeption
Das Projekt wird seit Juni 2014 nicht nur in der Fachpresse aufmerksam verfolgt. So haben neben www.heise.de auch die ZEIT und SPIEGEL ONLINE darüber berichtet. Übereinstimmend wurde Qabel als guter netzpolitischer Ansatz gegen Netzüberwachung bewertet. Ein Artikel der Computerzeitschrift c’t vom August 2014 fällt allerdings vernichtend aus.